# FIBA Asia Champions Cup 2010
La FIBA Asia Champions Cup 2010 è stata la ventunesima edizione della massima competizione continentale per club di basket dell'Asia organizzata dalla FIBA Asia, la FIBA Asia Champions Cup. Il torneo, a cui hanno preso parte 10 squadre provenienti da altrettante nazioni, si è svolto in Qatar dal 22 al 30 maggio 2010, presso la Al-Gharafa Indoor Stadium di Doha dove si sono giocate tutte le partite.

## Squadre qualificate
|  | Squadra nazione ospitante |
|  | Campioni in carica        |

| Squadre partecipanti al torneo | Squadre partecipanti al torneo | Squadre partecipanti al torneo | Squadre partecipanti al torneo | Squadre partecipanti al torneo |
| Asia Occidentale (4)           | Golfo Persico (4)              | Asia Centrale (1)              | Sud-Est asiatico (1)           | Asia Orientale                 |
| ------------------------------ | ------------------------------ | ------------------------------ | ------------------------------ | ------------------------------ |
| Al-Riyadi Beirut               | Al-Rayyan Doha                 | Astana Tigers                  | Smart Gilas                    | Nessuna squadra partecipante   |
| ASU Sports Club                | Mahram Tehran                  |                                |                                | Nessuna squadra partecipante   |
| Jalaa Aleppo                   | Al-Hilal Riyad                 |                                |                                | Nessuna squadra partecipante   |
| Duhok                          | Al-Nasr                        |                                |                                | Nessuna squadra partecipante   |

## Fase a gironi
Tutte le partite sono state giocate secondo l'orario locale (UTC+3)

### Gruppo A
| Pos | Squadra        | G | V | P | PF  | PS  | DP  | Pt | Qualificazione   |
| --- | -------------- | - | - | - | --- | --- | --- | -- | ---------------- |
| 1   | Al-Rayyan Doha | 4 | 4 | 0 | 338 | 261 | +77 | 8  | Quarti di finale |
| 2   | Mahram Tehran  | 4 | 3 | 1 | 344 | 267 | +77 | 7  | Quarti di finale |
| 3   | Astana Tigers  | 4 | 2 | 2 | 266 | 302 | −36 | 6  | Quarti di finale |
| 4   | Smart Gilas    | 4 | 1 | 3 | 277 | 323 | −46 | 5  | Quarti di finale |
| 5   | Duhok          | 4 | 0 | 4 | 276 | 348 | −72 | 4  | Eliminata        |

### Gruppo B
| Pos | Squadra          | G | V | P | PF  | PS  | DP  | Pt | Qualificazione   |
| --- | ---------------- | - | - | - | --- | --- | --- | -- | ---------------- |
| 1   | Al-Riyadi Beirut | 4 | 4 | 0 | 335 | 309 | +26 | 8  | Quarti di finale |
| 2   | ASU Sports Club  | 4 | 3 | 1 | 336 | 274 | +62 | 7  | Quarti di finale |
| 3   | Jalaa Aleppo     | 4 | 2 | 2 | 329 | 313 | +16 | 6  | Quarti di finale |
| 4   | Al-Hilal Riyad   | 4 | 1 | 3 | 280 | 341 | −61 | 5  | Quarti di finale |
| 5   | Al-Nasr          | 4 | 0 | 4 | 311 | 354 | −43 | 4  | Eliminata        |

## Piazzamento 9°-10°
| Doha 28 maggio 2010, ore 11:00 UTC+3 9ª-10ª Posizione | Duhok | 77 – 85 (24-21, 33-46, 50-66) referto | Al-Nasr | Al-Gharafa Indoor Stadium |

## Fase Finale

### Tabellone principale
|  | Quarti di finale 28 Maggio | Quarti di finale 28 Maggio | Quarti di finale 28 Maggio |               |               | Semifinali 29 Maggio | Semifinali 29 Maggio | Semifinali 29 Maggio |  |  | Finale 30 Maggio | Finale 30 Maggio | Finale 30 Maggio |
|  |                            |                            |                            |               |               |                      |                      |                      |  |  |                  |                  |                  |
|  | A1                         | Al-Rayyan Doha             | 97                         |               |               |                      |                      |                      |  |  |                  |                  |                  |
|  | B4                         | Al-Hilal Riyad             | 59                         |               |               |                      |                      |                      |  |  |                  |                  |                  |
|  | B4                         | Al-Hilal Riyad             | 59                         |               | A1            | Al-Rayyan Doha       | 82                   |                      |  |  |                  |                  |                  |
|  |                            |                            |                            |               | A1            | Al-Rayyan Doha       | 82                   |                      |  |  |                  |                  |                  |
|  |                            | B2                         | ASU Sports Club            | 62            |               |                      |                      |                      |  |  |                  |                  |                  |
|  | A3                         | B2                         | ASU Sports Club            | 62            | Astana Tigers | 59                   |                      |                      |  |  |                  |                  |                  |
|  | A3                         |                            |                            |               | Astana Tigers | 59                   |                      |                      |  |  |                  |                  |                  |
|  | B2                         | ASU Sports Club            | 74                         |               |               |                      |                      |                      |  |  |                  |                  |                  |
|  |                            |                            |                            |               |               |                      |                      |                      |  |  | A1               | Al-Rayyan Doha   | 73               |
|  |                            |                            | A2                         | Mahram Tehran | 93            |                      |                      |                      |  |  |                  |                  |                  |
|  | B1                         | Al-Riyadi Beirut           | 74                         |               |               |                      |                      |                      |  |  |                  |                  |                  |
|  | A4                         | Smart Gilas                | 73                         |               |               |                      |                      |                      |  |  |                  |                  |                  |
|  | A4                         | Smart Gilas                | 73                         |               | B1            | Al-Riyadi Beirut     | 64                   |                      |  |  |                  |                  |                  |
|  |                            |                            |                            |               | B1            | Al-Riyadi Beirut     | 64                   |                      |  |  |                  |                  |                  |
|  |                            | A2                         | Mahram Tehran              | 71            |               |                      |                      |                      |  |  |                  |                  |                  |
|  | A2                         | A2                         | Mahram Tehran              | 71            | Mahram Tehran | 88                   |                      |                      |  |  |                  |                  |                  |
|  | A2                         |                            |                            |               | Mahram Tehran | 88                   |                      |                      |  |  |                  |                  |                  |
|  | B3                         | Jalaa Aleppo               | 60                         |               |               |                      |                      |                      |  |  |                  |                  |                  |

### Tabellone 5º- 8º posto
|  | Semifinali 29 Maggio | Semifinali 29 Maggio | Semifinali 29 Maggio |              |               | Finale 5º posto 30 Maggio | Finale 5º posto 30 Maggio | Finale 5º posto 30 Maggio |  |
|  |                      |                      |                      |              |               |                           |                           |                           |  |
|  | Al-Hilal Riyad       | Al-Hilal Riyad       | 50                   |              |               |                           |                           |                           |  |
|  | Al-Hilal Riyad       | Al-Hilal Riyad       | 50                   |              |               |                           |                           |                           |  |
|  | Astana Tigers        | Astana Tigers        | 64                   |              |               |                           |                           |                           |  |
|  | Astana Tigers        | Astana Tigers        | 64                   |              | Astana Tigers | Astana Tigers             | 73                        |                           |  |
|  |                      |                      |                      |              | Astana Tigers | Astana Tigers             | 73                        |                           |  |
|  |                      |                      | Jalaa Aleppo         | Jalaa Aleppo | 65            |                           |                           |                           |  |
|  | Smart Gilas          | Smart Gilas          | Jalaa Aleppo         | Jalaa Aleppo | 65            | 81                        |                           |                           |  |
|  | Smart Gilas          | Smart Gilas          |                      |              |               | 81                        |                           |                           |  |
|  | Jalaa Aleppo         | Jalaa Aleppo         | 83                   |              |               | Finale 7º posto 30 Maggio | Finale 7º posto 30 Maggio | Finale 7º posto 30 Maggio |  |
|  | Jalaa Aleppo         | Jalaa Aleppo         | 83                   |              |               |                           |                           |                           |  |
|  |                      |                      |                      |              |               |                           |                           |                           |  |
|  |                      |                      |                      |              |               | Al-Hilal Riyad            | Al-Hilal Riyad            | 95                        |  |
|  |                      |                      |                      |              |               | Al-Hilal Riyad            | Al-Hilal Riyad            | 95                        |  |
|  |                      |                      |                      |              |               | Smart Gilas               | Smart Gilas               | 100                       |  |

### Finale Terzo posto
| Doha 30 maggio 2010, ore 18:00 UTC+3 Finale Terzo posto | ASU Sports Club | 78 – 82 (d.1t.s.) (6-19, 31-33, 51-54, 69-69) referto | Al-Riyadi Beirut | Al-Gharafa Indoor Stadium |
| \| \| \| \| \| el-Khatib 36 Johnson 12 el-Turk 11 \| Punti \| 15 Abbas 14 Williams \| \| \| Assist \| 4 Williams \| \| Johnson 8 \| Rimbalzi \| 7 Williams \| |                 |                                                       |                  |                           |
| |                 |                                                       |                  |                           |
| el-Khatib 36 Johnson 12 el-Turk 11 | Punti           | 15 Abbas 14 Williams                                  |                  |                           |
| | Assist          | 4 Williams                                            |                  |                           |
| Johnson 8 | Rimbalzi        | 7 Williams                                            |                  |                           |

### Finale
| Doha 30 maggio 2010, ore 18:00 UTC+3 Finale                                            | Al-Rayyan Doha | 73 – 93 (20-22, 33-46, 49-76) referto | Mahram Tehran | Al-Gharafa Indoor Stadium |
| \| \| \| \| \| Musa 20 Ngombo 14 Saeed 14 \| Punti \| 26 Nikkhah 21 Vroman 17 Afagh \| |                |                                       |               |                           |
|                                                                                        |                |                                       |               |                           |
| Musa 20 Ngombo 14 Saeed 14                                                             | Punti          | 26 Nikkhah 21 Vroman 17 Afagh         |               |                           |

| FIBA Asia Champions Cup 2010 |
| ---------------------------- |
| Mahram Tehran 2º Titolo      |

## Classifica finale
| Posizione | Squadra          | Record |
| --------- | ---------------- | ------ |
|           | Mahram Tehran    | 6–1    |
|           | Al-Rayyan Doha   | 6–1    |
|           | Al-Riyadi Beirut | 6–1    |
| 4°        | ASU Sports Club  | 4–3    |
| 5°        | Astana Tigers    | 4–2    |
| 6°        | Jalaa Aleppo     | 3–3    |
| 7°        | Smart Gilas      | 2–5    |
| 8°        | Al-Hilal Riyad   | 1–6    |
| 9°        | Al-Nasr          | 1–4    |
| 10°       | Duhok            | 0–5    |

## Premi

### Riconoscimenti individuali
| Riconoscimento                      | Giocatore                   | Squadra          | Note  |
| ----------------------------------- | --------------------------- | ---------------- | ----- |
| Migliore Realizzatore               | Jackson Vroman (22.9 ppp.)  | Al-Riyadi Beirut | [ 2 ] |
| Migliore Rimbalzista                | Olumide Oyedeji (11.7 rpp.) | ASU Sports Club  | [ 2 ] |
| Migliore assistman                  | Chris Tiu (6.4 apg.)        | Smart Gilas      | [ 2 ] |
| Migliore stoppatore                 | Bernand Jones (3.6 bpp.)    | Al-Nasr          | [ 2 ] |
| Migliore giocatore per palle rubate | Andy Mak Barocca (2.6 spp.) | Smart Gilas      | [ 2 ] |